# Enicmus apicalis
Enicmus apicalis es una especie de coleóptero de la familia Latridiidae.

## Distribución geográfica
Habita en Finlandia.